# Molain (Aisne)
Molain es una comuna francesa situada en el departamento de Aisne, de la región de Alta Francia.

## Geografía
Está ubicada en la extremidad norte del departamento, a 35 km al noroeste de Vervins. 

## Demografía
| 216 | 188 | 162 | 168 | 156 | 151 | 156 | 152 |
| Para los censos de 1962 a 1999 la población legal corresponde a la población sin duplicidades (Fuente: INSEE [Consultar]) |     |     |     |     |     |     |     |